# Baby Baby Bye Bye
Cet article possède un paronyme, voir Baby, Baby (homonymie).
Singles de Jerry Lee Lewis
Little Queenie
(1959) John Henry
(1960)
Baby Baby Bye Bye est une chanson de Jerry Lee Lewis, sortie en mars 1960, chez Sun Records (Sun 337). Le titre Old Black Joe est présent en face B,.

## Source de la traduction
- (en) Cet article est partiellement ou en totalité issu de l’article de Wikipédia en anglais intitulé « Baby Baby Bye Bye » (voir la liste des auteurs).